# MacGeneration
MacGeneration (ou MacG) est un site d'actualité lancé en 1999 et consacré à Apple, notamment au Macintosh, à l'iPhone et à l'Apple Watch.
MacGeneration est reconnu service de presse en ligne par la Commission paritaire des publications et des agences de presse.

## Historique
Le site est publié en 1999. Le site publie les actualités concernant les appareils Macintosh. Deux autres sites, iGeneration et WatchGeneration voient le jour, tournés sur les appareils iPhone, iPod et iPad pour le premier et l'Apple Watch pour le second.  
Depuis 2005, le site Web devient une entreprise dont le statut est une SARL ayant son siège à Lyon en France. 
L'entreprise saisit en 2012 l'Organisation mondiale de la propriété intellectuelle en raison d'un conflit avec l'ancien hébergeur du site concernant leurs noms de domaines.